# Finida
Finida je naselje u Republici Hrvatskoj, u sastavu grada Umaga, Istarska županija. 

## Stanovništvo
Prema popisu stanovništva iz 2001. godine, naselje je imalo 359 stanovnika te 117 obiteljskih kućanstava.

Prema popisu stanovništva 2011. godine naselje je imalo 383 stanovnika.
| broj stanovnika |       |       |       |       |       |       |       |       | 3     | 4     | 8     | 18    |       |       | 359   | 383   | 363   |
|                 | 1857. | 1869. | 1880. | 1890. | 1900. | 1910. | 1921. | 1931. | 1948. | 1953. | 1961. | 1971. | 1981. | 1991. | 2001. | 2011. | 2021. |

U 2001. nastalo izdvajanjem iz naselja Petrovija u kojemu su podaci sadržani u 1981. i 1991. Iskazuje se kao dio naselja od 1948.